# St Helens South and Whiston (circonscription britannique)

La circonscription dans le Merseyside.

La circonscription de St Helens South et Whiston est une circonscription électorale anglaise située dans le Merseyside et représentée à la Chambre des communes du Parlement britannique.